# Rio Perlis
Rio Perlis é um rio que cruza o estado de Perlis, na Malásia.